# フォン・ブリュッヒャー兄弟
フォン・ブリュッヒャー兄弟（ドイツ語: Gebrüder von Blücher）は、第二次世界大戦中の熾烈なクレタ島の戦いで1941年5月21日の数時間内に相次いで戦死したドイツ空軍の降下猟兵部隊に所属する3人兄弟である。

## 氏名

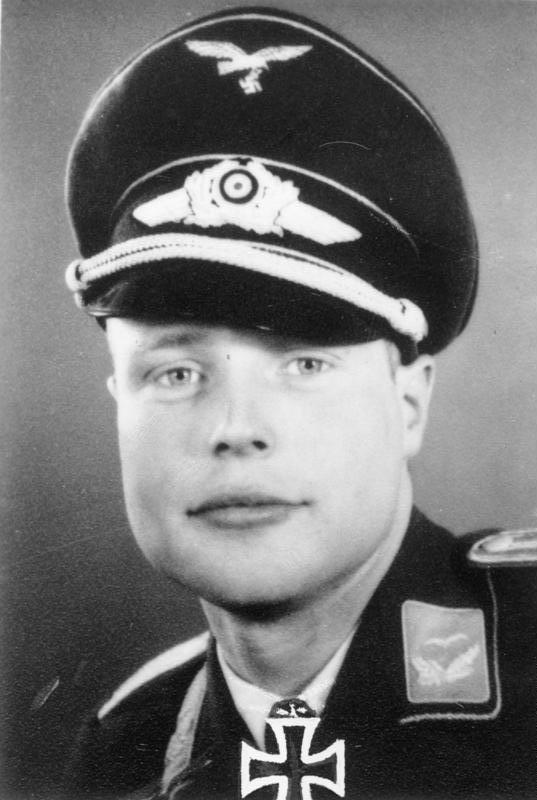
クレタ島で戦死した3人兄弟の長兄ヴォルフガング・グラーフ・フォン・ブリュッヒャー

- ヴォルフガング・ヘナー・ペーター・レベレヒト・グラーフ・フォン・ブリュッヒャー（Wolfgang Henner Peter Lebrecht Graf von Blücher[a]） （1917年1月31日 ミュールハウゼン アルテンゴターン – 1941年5月21日 クレタ島 イラクリオン近郊）[1]
- レベレヒト・ヴィルヘルム・コンスタンティン・ヴルフ・アクセル・グラーフ・フォン・ブリュッヒャー（Leberecht Wilhelm Konstantin Wolf Axel Graf von Blücher[a]） （1922年4月13日 ポンメルン フィンケン – 1941年5月21日 クレタ島 イラクリオン近郊）[2]
- ハンス＝ヨアヒム・ゲプハルト・レベレヒト・グラーフ・フォン・ブリュッヒャー（Hans-Joachim Gebhard Leberecht Graf von Blücher[a]） （1923年10月23日 ポンメルン フィンケン – 1941年5月21日 クレタ島 イラクリオン近郊）[3]

## 出来事
フォン・ブリュッヒャー兄弟は、ドイツ人の死の中でもとりわけて知られている。彼らの祖先は有名なプロイセンの元帥でありワーテルローの戦いで活躍したゲプハルト・レベレヒト・フォン・ブリュッヘルであった。
1941年5月のその温暖な日に最初に命を落としたのは下の弟ハンス＝ヨアヒム・グラーフ・フォン・ブリュッヒャー[a]であった。ハンス＝ヨアヒムは、イギリス陸軍のブラックウォッチ部隊に包囲されていた長兄のヴォルフガング・フォン・ブリュッヒャー中尉とその小隊への弾薬の補給に向かおうとしていた。その日の早朝に自身初の実戦参加となる降下部隊の第二波としてクレタ島に投入された17歳のハンス＝ヨアヒムは、徴発した馬でイギリス軍の戦線を駆け抜けようとした。巧みな乗馬術により兄のもとへほぼ辿り着こうとした矢先、兄ヴォルフガングの眼前で撃たれた。
"...弾薬と医薬品が残り少なくなった降下猟兵達は、補給品の箱を携えて自分たちの方へ駆け寄ってくる1頭の馬とその騎手を見て驚いた。ブラックウォッチ部隊の兵士達も同様に唖然としており、最後の瞬間になってようやくその馬と騎手へ向けて発砲した。ヴォルフガング・フォン・ブリュッヒャーが騎手は誰かと尋ねると、それが自分の下の弟のハンス＝ヨアヒムであり既に死んでいると告げられた...ずいぶんと時が経た後にその地域の掘っ立て小屋に住む貧しい数家族が幽霊の馬と騎手を目撃したと云われている..."
第一波としてクレタ島に降下して脱出の望みの薄い包囲網に囲まれた24歳の小隊指揮官ヴォルフガングと第1降下猟兵連隊所属のその部下達は、ついに弾薬が尽きた。小隊の残存兵員はイギリス軍の装甲車両に蹂躙され、昼頃には戦死した。
ヴォルフガングの真ん中の弟で19歳のレベレヒト・グラーフ・フォン・ブリュッヒャーも第二波としてクレタ島に降下していた。同じ日にレベレヒトも戦闘中に戦死したといわれているが、その遺体は発見されていない。

## 悲劇の記録

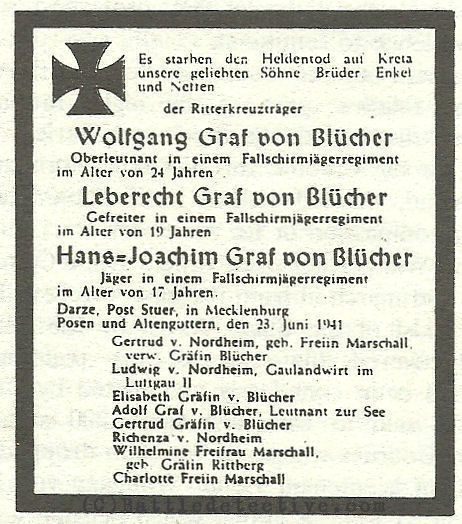
フォンBlücher兄弟のための訃報, ドイツの新聞, 6月 1941

1924年に夫を亡くし寡婦となっていた兄弟の母親ゲルトルート・（元帥令嬢）・フォン・ノルトハイム（Gertrud (Freiin Marschall) von Nordheim）（グラーフ・フォン・ブリュッヒャー未亡人）は、4週間後に4人の息子のうち3人がクレタ島の戦いで同じ日に戦死したという報を受け取った。4番目の息子アドルフ・グラーフ・フォン・ブリュッヒャー（Adolf Graf von Blücher）は軍務から外され、領地の農場を管理するためにドイツ海軍を退役した。悲劇的なことにアドルフは、1944年にメクレンブルクの壮大な森の中で多勢の狩猟団と共に鹿を追っている最中に負った銃創により死亡した。
1974年にヴォルフガングとハンス＝ヨアヒムは、クレタ島 マレメにある飛行場裏の丘に建つドイツ軍人墓地内の一つの墓に一緒に埋葬し直された。ここは兄弟の姉ゲルトルート・フライフラウ・フォン・ケテルホート（Gertrud Freifrau von Ketelhodt）とドイツから大勢の来賓を迎えて10月6日に新たに開所された墓地であった。レベレヒトの遺体は回収されないか身元確認が不明だったために、その名は兄弟の墓の近くの無名の戦死者の墓の名誉銘板（ドイツ語: Ehrentafel）に刻まれた。ゲルトルートの息子達は彼女の兄弟の名前を受け継いでいる。

## 伝説
何年も後になりクレタ人の村人達が若き降下猟兵ハンス＝ヨアヒム・グラーフ・フォン・ブリュッヒャーが撃たれた場所近辺の道で夜に馬を早や駆けさせる幽霊の騎手を目撃したと報告した。しかし、ドイツ人のブリュッヒャー兄弟の話を聞くまでは、村人達は幽霊の騎手がイギリス人だと思い込んでいた。
若きブリュッヒャー兄弟のクレタ島での悲劇的な運命は、現代のドイツ連邦軍の降下猟兵の新兵の間で伝説となっている。